# Renate Gärtner
Renate Gärtner (* 1. Oktober 1952 in Leimenhof im Landkreis Fulda) ist eine ehemalige deutsche Leichtathletin. Sie war mehrfache deutsche Meisterin im Hochsprung der Damen und Olympiateilnehmerin bei den Olympischen Sommerspielen 1972 in München. Sie bevorzugte den Straddlestil.

## Leben
Ihre Wettkämpfe bestritt sie von 1966 bis 1968 für den TV Flieden, von 1969 bis 1972 für die SG Schlüchtern und von 1973 bis zu ihrem Karriereende 1980 für Eintracht Frankfurt.
Seit 1995 wohnt Renate Gärtner in Schlüchtern. Dort war sie am Ulrich-von-Hutten-Gymnasium als Oberstudienrätin in den Fächern Sport und Geographie bis zum Ende ihrer Berufstätigkeit im Jahre 2016 tätig.

## Erfolge
- 1969 sprang sie mit 1,72 m ihren ersten Landesrekord für den Bereich der Bundesrepublik Deutschland. Bei den Deutschen Jugendmeisterschaften konnte sie diesen Rekord mit 1,73 m verbessern. Auch in der Erwachsenenklasse wurde sie 1969 Deutsche Meisterin.[1]
- 1970 trat sie bei den Halleneuropameisterschaften in Wien an, belegte mit 1,65 m aber nur Rang 13. In der Freiluftsaison steigerte sie den Landesrekord dreimal auf zuletzt 1,78 m. Mit 1,74 m gewann sie Bronze bei der Jugendeuropameisterschaften in Paris. Bei der Deutschen Meisterschaft wurde sie Zweite hinter Karen Mack.
- 1971 verbesserte Gärtner bei den Deutschen Meisterschaften mit 1,83 m noch einmal den Landesrekord und gewann ihren zweiten Titel. Bei den Europameisterschaften 1971 in Helsinki wurde sie Sechste mit 1,81 m.
- 1972 wurde sie mit 1,79 m Meisterschaftszweite hinter der 17-jährigen Ellen Mundinger. Bei den Olympischen Spielen 1972 in München standen beide allerdings im Schatten der 16-jährigen Olympiasiegerin Ulrike Meyfarth, Gärtner belegte mit 1,82 m nur Rang 14.
- 1973 sprang Gärtner mit 1,84 m ihre persönliche Bestleistung. Bei den Deutschen Meisterschaften wurde sie Zweite hinter Ulrike Meyfarth. Mit 1,75 m belegte sie den achten Platz bei der Universiade in Moskau.
- 2000 siegte Renate Gärtner bei den Deutschen Meisterschaften der Seniorinnen in Schweinfurt in der Altersklasse W45 und wurde mit 1,50 m wieder Deutsche Meisterin. Bei den Senioren-Europameisterschaften der Leichtathleten im finnischen Jyväskylä holte sie im gleichen Jahr mit 1,45 m die Bronzemedaille im Hochsprung.

Im Jahre 2001 wurde sie bei den Weltmeisterschaften der Senioren in Brisbane (Australien) Vierte in ihrer Spezial-Disziplin; im Kugelstoßen erreichte sie den zehnten Platz.
Auch nach ihrer Zeit als Hochleistungssportlerin engagiert sich Renate Gärtner nach wie vor für den Sport. Vom Präsidenten des Landessportbundes Hessen   Rolf Müller wurde sie neben weiteren hessischen Sportlern als Olympia-Botschafterin nominiert, um für die Vision "Olympia in der Rhein-Main-Region 2012" zu werben.